# Korzybie (powiat mławski)
Korzybie – wieś sołecka w Polsce, położona w województwie mazowieckim, w powiecie mławskim, w gminie Szydłowo. Leży nad Łydynią.
W latach 1975–1998 miejscowość należała administracyjnie do województwa ciechanowskiego.